# Перекатный
Перекатный (адыг. Чэнджыпӏэ) — посёлок в Тахтамукайском муниципальном районе Республики Адыгея России. Входит в состав Яблоновского городского поселения. 

## География
Фактически является ближним пригородом Краснодара, от которого отделён Тургеневский мостом. Территория посёлка непосредственно примыкает к садовым товариществам — «Водхозовец», «Кубань» и «Закубанские сады».
Единственная улица посёлка носит название Кубанской.

## История
Указом Президиума ВС РСФСР в 1991 году вновь возникшему населённому пункту на территории Тахтамукайского района Адыгейской автономной области присвоено наименование — посёлок Перекатный.

## Население
| 2002 | 2010 | 2013 | 2014 | 2015 | 2016 | 2017 |
| ---- | ---- | ---- | ---- | ---- | ---- | ---- |
| 266  | ↘231 | ↗237 | ↗244 | →244 | ↗247 | ↘245 |
| 2018 | 2019 | 2020 | 2021 | 2023 | 2024 |      |
| ↘238 | ↗242 | ↘240 | ↗626 | ↘618 | ↘616 |      |

По данным Всероссийской переписи 2021 года:
| Народ               | Численность, чел. | Доля от всего населения, % |
| ------------------- | ----------------- | -------------------------- |
| русские             | 407               | 65,01 %                    |
| армяне              | 37                | 5,91 %                     |
| адыги               | 33                | 5,27 %                     |
| лезгины             | 29                | 4,63 %                     |
| другие / не указано | 120               | 19,16 %                    |
| всего               | 626               | 100,0 %                    |